# Sigmund Exner
Sigmund Exner (Viena, Imperio de Austria, 5 de abril de 1846-Viena, República de Austria, 5 de febrero de 1926) fue un fisiólogo austríaco conocido por sus aportes en fisiología comparada y el descubrimiento de los cuerpos de Call-Exner.

## Carrera académica
Estudió en Viena con Ernst Wilhelm von Brücke (1819–1892) y en Heidelberg con Hermann von Helmholtz (1821–1894). En 1870 se licenció y posteriormente trabajó como ayudante en el instituto de fisiología de la Universidad de Viena. En 1891 sucedió a Ernst von Brücke como profesor de fisiología y director del instituto fisiológico. Von Economo trabajó como su asistente entre 1900 a 1903. Durante su carrera, recibió doctorados honorarios de las Universidades de Leipzig y Atenas. 

## Investigación fisiológica
Sigmund Exner es conocido por su trabajo en Fisiología comparada y sus estudios de psicología de la percepción desde un punto de vista fisiológico. Realizó una importante investigación sobre la localización de la funcionalidad conductual en el cerebro, en particular estudios sobre la arquitectura funcional de la corteza visual. Realizó investigaciones sobre el contraste de color, la adaptación de tonos, el movimiento aparente y la sensibilidad de la regeneración de la retina.
En 1891, describió la fisiología del ojo compuesto de insectos y crustáceos. En 1899, Exner cofundó Phonogrammarchiv en Viena, un archivo para registrar fenómenos acústicos con fines científicos.

## Familia
Era hijo del filósofo Franz-Serafin Exner (1802-1853) y tenía tres hermanos de renombre; el profesor de derecho Adolf Exner (1841–1894), el físico Karl Exner (1842–1914) y el físico Franz Exner (1849–1926). Su hermana, Marie, estaba casada con el urólogo Anton von Frisch (1849-1917).

## Términos asociados
- "Cuerpos de Call-Exner": pequeños espacios llenos de líquido eosinofílico y material de la membrana basal, generalmente asociados con tumores de células de la granulosa.[4]
- "Área de Exner": una sección del cerebro justo encima del área de Broca y anterior al área de control motor primario.
- "Nervio de Exner": Nervio del plexo faríngeo a la membrana cricotiroidea .
- "Plexo de Exner": Un plexo de fibras tangenciales superficiales en la capa molecular de la corteza cerebral.[5]

## Obras escritas
- Leitfaden bei der mikroskopischen Untersuchung thierischer Gewebe (Una guía para el examen microscópico de tejido animal), (1878)
- Untersuchungen über die Localization der Functionen in der Grosshirnrinde des Menschen (Estudios sobre la localización de funciones en la corteza cerebral ); con Conrad Eckhard (1881)
- Die Physiologie des Fliegens und Schwebens in den bildenden Künsten (La fisiología de volar y flotar en las artes visuales ), Conferencia celebrada en el Museo Austriaco de Arte e Industria, el 5 de enero de 1882.
- Die Physiologie der facettirten Augen von Krebsen und Insecten (La fisiología del ojo compuesto de cangrejos e insectos); con Conrad Eckhard (1891)
- Entwurf zu einer physologischen Erklärung der psychischen Erscheinungen von Dr. Sigmund Exner (Borrador para una explicación fisiológica de los fenómenos mentales por el Dr. Sigmund Exner); con Conrad Eckhard (1894)
- Über das Schweben der Raubvögel (Sobre el vuelo en aves de presa ) En: Archiv für die gesamte Physiologie des Menschen und der Thiere 114: 109-142 (Reimpresión 2004,ISBN 3-936755-75-2 )